# Rhagamys orthodon
Rhagamys orthodon és una espècie extinta de mamífer rosegador de la família dels múrids que visqué a les illes mediterrànies de Còrsega i Sardenya des del Plistocè mitjà fins a l'Holocè. Es tracta de l'única espècie del gènere Rhagamys. La seva extinció és d'allò més recent (en un context geològic), atès que se n'han trobat restes que daten aproximadament del principi del segle viii aC. Es calcula que pesava uns 90 g. La seva desaparició podria tenir a veure amb la introducció d'espècies invasores a les illes pels cartaginesos i els romans.